# Quixadá (ort)
Quixadá är en ort i Brasilien.   Den ligger i kommunen Quixadá och delstaten Ceará, i den östra delen av landet, 1 500 km nordost om huvudstaden Brasília. Quixadá ligger 186 meter över havet och antalet invånare är 49 328.
Terrängen runt Quixadá är platt åt nordost, men åt sydväst är den kuperad.Det finns inga andra samhällen i närheten. 
Omgivningarna runt Quixadá är huvudsakligen savann. Runt Quixadá är det glesbefolkat, med 8 invånare per kvadratkilometer.